# Ehra-Lessien
Ehra-Lessien er en kommune i Landkreis Gifhorn i den tyske delstat Niedersachsen. Den ligger mod vest i amtet (Samtgemeinde) Brome.

## Geografi
I kommunen Ehra-Lessien ligger landsbyerne Ehra (1240 indbyggere) og to km vest for den Lessien med 382 indbyggere.
I Kommunen ligger Bickelsteiner Heide og store skovområder, der dækker 38 km² af kommunens 56 km² store område . Ehra-Lessien ligger omkring 20 kilometer fra både Wolfsburg, Gifhorn og Wittingen. Nærmestliggende småbyer er Boitzenhagen mod nord, Voitze mod øst, Barwedel mod syd og Grußendorf mod sydvest.
Nord for Ehra ligger i de store skove et testanlæg for Volkswagen AG, meed bl.a. en hastighedstestbane på 21 km med flere skarpe kurver.